# Ratatouille (filme)
Ratatouille (bra: Ratatouille; prt: Ratatui) é um filme estadunidense do gênero animação, sendo o oitavo longa-metragem do gênero produzido pela Pixar e lançado em 2007. Conta a história de Remy, um rato vivendo em Paris que sonha em se tornar um chef de cozinha. O filme foi dirigido por Brad Bird, que assumiu depois de Jan Pinkava em 2005, foi lançado nos EUA em 29 de junho de 2007 e foi lançado no Brasil em 6 de julho do mesmo ano.
O elenco que interpreta as personagens da animação é composto por: Patton Oswalt como o protagonista, o rato Remy. Brad Garrett, dá voz ao chef Auguste Gusteau. O pai de Remy, Jango, é interpretado por Brian Dennehy. Outras vozes conhecidas são de Janeane Garofalo, Ian Holm, o consagrado ator Peter O'Toole, além de Lou Romano e Peter Sohn, que participaram de Os Incríveis (trabalho anterior de Bird).
O filme foi bem recebido pelo público e pela crítica. Na estreia, teve uma arrecadação considerada baixa em relação a outros filmes da Pixar, mas no final foi um sucesso de bilheteira, arrecadando mais de 600 milhões de dólares, o longa recebeu diversos prêmios, inclusive o Óscar de animação em 2008.

## Elenco
- Patton Oswalt como Remy, um rato com sentidos apurados de paladar e olfato, possibilitando talento e desejo para cozinhar. O diretor Brad Bird escolheu Oswalt depois de ouvir sua rotina de comédia relacionada à comida.[10]
- Lou Romano como Alfredo Linguini, filho de Auguste Gusteau e Renata Linguini, e um infeliz garotão que faz amizade com Remy.
- Peter Sohn como Emile, o irmão mais velho voraz de Remy.
- Janeane Garofalo como Colette Tatou, rôtisseur de Gusteau. Ela é inspirada pela chef francesa Hélène Darroze.[11]
- Brian Dennehy como Django, o pai de Remy e Emile, e o líder dos ratos.
- Ian Holm como Chef Skinner, um chef diminuto e proprietário do restaurante Auguste Gusteau. Desde a morte de Gusteau, Skinner usou o nome Gusteau para comercializar uma linha de refeições baratas para micro-ondas. O comportamento de Skinner, o tamanho diminuto e a linguagem corporal são vagamente baseados em Louis de Funès.[12] O personagem recebeu o nome do psicólogo B. F. Skinner.[13]
- Brad Garrett como Auguste Gusteau, o chef mais famoso da França, que morreu com o coração partido após uma crítica negativa de Anton Ego. Muitos críticos acreditam que Gusteau é inspirado pelo chef Bernard Loiseau da vida real, que cometeu suicídio após especulações da mídia de que seu restaurante principal, La Côte d'Or, seria rebaixado de três estrelas Michelin para duas.[14] La Côte d'Or foi um dos restaurantes visitados por Brad Bird e outros na França.[15]
- Peter O'Toole como Anton Ego, um crítico de restaurantes cuja crítica negativa levou o restaurante cinco estrelas de Gusteau a ser rebaixado para quatro. Sua aparência foi modelada após Louis Jouvet.[16]
- Will Arnett como Horst Kerr, o subchefe alemão de Skinner.
- Julius Callahan como Lalo, saucier e poissonnier de Gusteau.
  - Callahan também dá voz a François, o executivo de publicidade responsável pelo marketing dos produtos para micro-ondas de Gusteau.
- James Remar como Larousse, o garde manger de Gusteau.
- John Ratzenberger como Mustafa, o chef de salle de Gusteau.
- Teddy Newton como Talon Labarthe, o advogado de Skinner.
- Tony Fucile como Pompidou, o pâtissier de Gusteau.
  - Fucile também dá voz a Nadar Lessard, um inspetor de saúde empregado por Skinner.
- Brad Bird como Ambrosio, o mordomo de Anton Ego.
- Jake Steinfield como Git, um ex-rato de laboratório e membro da colônia de Django.
- Stéphane Roux como o narrador do canal de culinária.
- Thomas Keller como o restaurateur, como um cliente que pergunta "o que há de novo".[17] Em versões em outras línguas, esse papel também é dublado por um chef.
- Jamie Oliver como Inspetor de Saúde (versão do Reino Unido).[18]

## Produção

### Cenário
O projeto de Ratatouille iniciou-se com o diretor Jan Pinkava, que já havia ganhado um Oscar pelo curta metragem Geri's Game (1997). Ele começou a criar o conceito do filme em 2001, quando também iniciou a direção de algumas cenas da animação. Pinkava deu origem ao desenvolvimento do modelo original da trama, o cenário e aos personagens do núcleo principal. Porém, o rumo que a história começou a tomar fez com que a Pixar desaprovasse o roteiro do diretor, acabando por substituí-lo por Brad Bird em 2005. Essa mudança de diretores se deve à complexidade da história imaginada por Pinkava, com muitos personagens principais e subtramas. Quanto a Bird, ele já havia dirigido outro filme do mesmo estúdio, The Incredibles (2004), e quando começou a trabalhar em Ratatouille, ele afirmou que a estranheza do conceito e do conflito do filme fez com que ele ficasse bastante atraído à animação, em uma entrevista ele disse: "esta é uma história sobre um rato que tem sentidos extraordinários de cheiro que se vê arrastado para cozinhar e não tem qualquer ideia de como se tornar um chef de cozinha. De repente, literalmente, Remy cai na cozinha de um restaurante através da claraboia. Uma das coisas maravilhosas sobre essa premissa é que os ratos são a morte de um restaurante e um restaurante é a morte dos ratos". Quando Bird começou a dirigir o filme, ele fez uma mudança no ênfase da história. Ele matou o Gusteau, deu papéis maiores para os personagens Skinner e Colette, e alterou a aparência dos ratos, de modo no qual eles aparentassem ser menos antropomórficos.
Ratatouille tenta apresentar uma visão romântica e exuberante de Paris, dando-lhe uma identidade distinta dos filmes anteriores da Pixar. Depois do término da edição do script do filme, o diretor Brad Bird, o produtor Brad Lewis, e alguns membros envolvidos na produção da animação, passaram uma semana em Paris com o objetivo de compreender corretamente o ambiente da cidade. Eles visitaram os principais monumentos, fizeram um passeio de moto e comeram nos cinco melhores restaurantes parisienses, com a intenção de dar mais realidade à animação. Quando voltaram aos Estados Unidos, a equipe utilizou 4500 fotografias de Paris como referência para o filme, e continuaram a desenvolver a trama por mais dois anos. De acordo com Bird, este foi o tempo que levou para os técnicos experimentarem coisas que não poderiam ser feitas de outra maneira.

### Decoração e comida

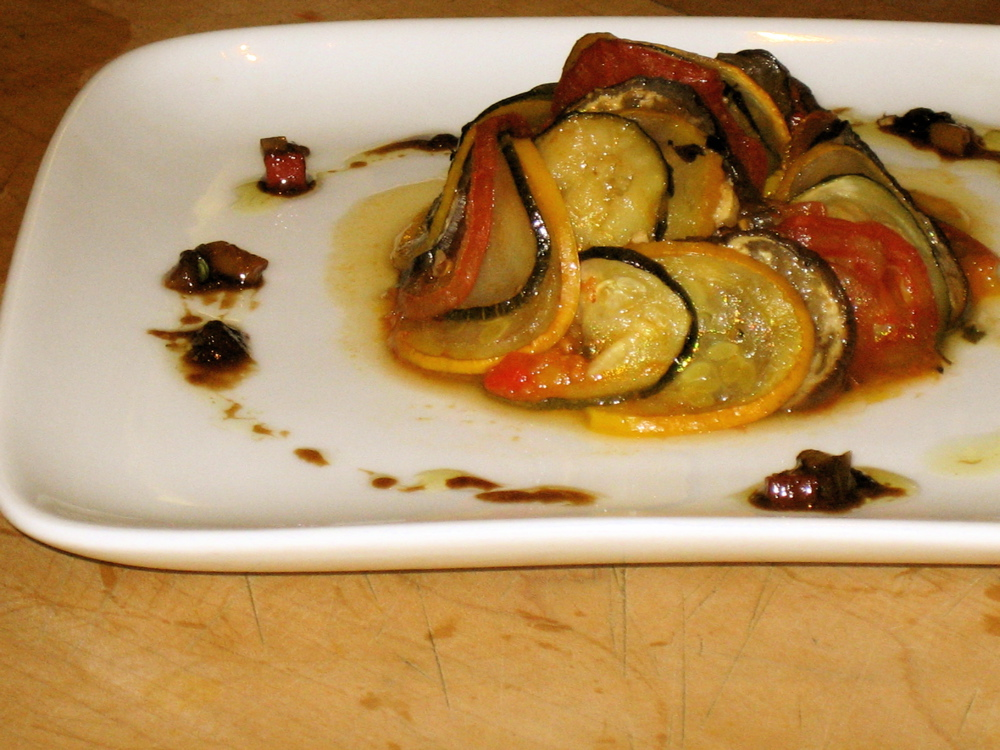
O chef de cozinha Thomas Keller ajudou a projetar o ratatouille (imagem) utilizado no filme

Um dos principais desafios enfrentados pelos cineastas foi a criação da decoração, especialmente aqueles relacionados a comida, já que se tratava de uma animação gerada por computador. Segundo o diretor, o objetivo era fazer com que os alimentos aparentassem ser deliciosos. Para isso, a equipe consultou vários chefs gastronômicos, tanto dos Estados Unidos quanto da França. Os animadores também frequentaram aulas em escolas de culinária na Baía de São Francisco durante seis anos, tudo para que pudessem entender o funcionamento de uma cozinha comercial. A equipe também contou com a colaboração do gerente do Departamento de Layout do filme, Michael Warch, que já tinha uma certa experiência com culinária antes de ir trabalhar para a Pixar, o que permitiu que ele ajudasse outros técnicos, designers e decoradores com a parte alimentícia do longa. O chef de cozinha Thomas Keller é outro profissional da culinária que ajudou a desenvolver a animação dos alimentos. Ele permitiu que o produtor Brad Lewis fizesse um estágio de dois dias em seu restaurante, o The French Laundry, que é voltado à culinária francesa. Keller também ensinou aos criadores da produção algumas características da culinária francesa, como por exemplo, o funcionamento interno de uma cozinha parisiense, e também atuou como consultor-chefe na parte da preparação dos alimentos, isso durante o treinamento dos profissionais da animação em seu estabelecimento.
Para a criação da animação do prato que dá nome ao filme, Keller observou que o ratatouille era geralmente servido como um prato de acompanhamento, e ele percebeu que para a trama isto soaria algo como "desmancha-prazeres", já que o objetivo era dar destaque ao prato que dá título à animação. Então, ele se concentrou na criação de uma versão fantasiosa do ratatouille, no qual ele nomeou de "confit byaldi", que foi posteriormente utilizado na cena do filme em que os ratos começam a cozinhar. Para a sua criação, Keller cortou cada vegetal em papel fino, e depois as empilhou como uma espécie de pequena escultura.
Para dar um maior realismo às frutas e aos vegetais do filme, foi utilizada uma tecnologia de animação chamada de espalhamento de subsuperfície, que já havia sido utilizada em uma outra produção da Pixar, The Incredibles (2004) para a pele das personagens. Esta técnica de animação foi acompanhada de novos programas que deram aos alimentos movimentos e uma textura orgânica. No filme, sempre que o personagem Remy experimentava um alimento, aparecia uma música especial, que era acompanhada de imagens abstratas que eram exibidas no fundo de uma tela, tudo para representar as sensações do personagem enquanto ele apreciava a comida. Essas metáforas visuais foram criadas pelo animador Michel Gagné que se inspirou nos trabalhos dos animadores artísticos Oskar Fischinger e Norman McLaren. A equipe de animação também utilizou comida estragada. Para fazer uma pilha de adubo, por exemplo, o Departamento de Artes fotografou quinze alimentos diferentes, como maçãs, uvas, bananas, cogumelos, laranja, brócolis e alface, todos no processo de decomposição.
Os profissionais também se certificaram em não fazer uma comida real demais, pois isso poderia distrair ou se destacar no filme, o que não era a intenção deles. Segundo em uma notícia publicada no site da Pixar, os desenvolvedores se concentraram em três coisas ao fazer a animação dos alimentos: suavidade, reflexão e saturação. A suavidade foi uma indicação de quanta luz o alimento deveria receber, a saturação foi uma ideia de quais cores seriam mais recomendáveis, já que cores ricas ressaltariam um alimento de qualidade, e por fim, a reflexão, que seria uma relação com a umidade, que segundo eles, é uma característica que os alimentos mais comestíveis e considerados atraentes contém.

### Personagens
De acordo com o designer da Pixar, Jason Deame, grande parte dos personagens do filme foram criados quando Jan Pinkava ainda estava no cargo da direção do projeto. Ao deixar a trama, Pinkava falou sobre sua inspiração para a criação do personagem Remy: "As pessoas sempre querem saber de onde vêm as ideias. A verdade é que, um dia, eu estava na cozinha com a minha esposa, e, de repente, eu tive uma ideia: 'e se um rato quisesse se tornar em um chef [de cozinha]?' Quando comecei a dizer isso para as pessoas, todos começaram a rir. É realmente uma ideia bem maluca". Ele também citou como exemplo o personagem Anton Ego, no qual diz que fora projetado para se assemelhar com um abutre.
Os profissionais da animação consultaram um especialista em roedores chamado Debbie Ducommun (também conhecido como "Rat Lady") para obter mais informações sobre os hábitos dos ratos e as suas características. A equipe do filme também criou um viveiro no corredor do estúdio por mais de um ano, onde continham ratos de estimação que foram utilizados para que os animadores pudessem estudar o movimento de seus pêlos, narizes, orelhas, patas e cauda quando corriam. Quanto aos personagens humanos de Ratatouille, eles foram projetados e animados sem os dedos, devido a necessidade que os profissionais tiveram em economizar tempo.
Quanto a escolha de vozes, Brad Bird escolheu o humorista Patton Oswalt para dublar o personagem Remy, depois de ouvir uma de suas comédias. Todos os atores selecionados para o processo de voz dos personagens tiveram que dublar com um sotaque francês autêntico. No entanto, John Ratzenberger, que faz o personagem Mustafa — o garçom do restaurante de Gusteau — utilizou um sotaque italiano.
No Brasil, os atores Thiago Fragoso e Samara Felippo foram escalados para dublar o Linguini e a Colette no filme. Thiago Fragoso e Samara Felippo tinham acabado de se destacar na novela O Profeta, exibida pela Rede Globo. O filme marcou a estreia de ambos como dubladores.

## Trilha sonora
Brad Bird convidou Michael Giacchino para fazer a trilha sonora de Ratatouille. Giacchino já tinha feito a trilha sonora de Os Incríveis - outro filme da Pixar, que também havia sido dirigido por Brad Bird. A trilha sonora possui vinte e quatro faixas, sendo que destas, todas são instrumentais, exceto a canção "Le Festin" que é cantada pela cantora francesa Camille.
| N.º            | Título                            | Duração |  |
| 1.             | "Le Festin" (Cantada por Camille) | 2:50    |  |
| 2.             | "Welcome to Gusteau's"            | 0:38    |  |
| 3.             | "This Is Me"                      | 1:41    |  |
| 4.             | "Granny Get Your Gun"             | 2:01    |  |
| 5.             | "100 Rat Dash"                    | 1:47    |  |
| 6.             | "Wall Rat"                        | 2:41    |  |
| 7.             | "Cast of Cooks"                   | 1:41    |  |
| 8.             | "A Real Gourmet Kitchen"          | 4:18    |  |
| 9.             | "Souped Up"                       | 0:50    |  |
| 10.            | "Is It Soup Yet?"                 | 1:16    |  |
| 11.            | "A New Deal"                      | 1:56    |  |
| 12.            | "Remy Drives a Linguini"          | 2:26    |  |
| 13.            | "Colette Shows Him le Ropes"      | 2:56    |  |
| 14.            | "Special Order"                   | 1:58    |  |
| 15.            | "Kiss & Vinegar"                  | 1:54    |  |
| 16.            | "Losing Control"                  | 2:04    |  |
| 17.            | "Heist to See You"                | 1:45    |  |
| 18.            | "The Paper Chase"                 | 1:44    |  |
| 19.            | "Remy's Revenge"                  | 3:24    |  |
| 20.            | "Abandoning Ship"                 | 2:55    |  |
| 21.            | "Dinner Rush"                     | 5:00    |  |
| 22.            | "Anyone Can Cook"                 | 3:13    |  |
| 23.            | "End Creditouilles"               | 9:16    |  |
| 24.            | "Ratatouille Main Theme"          | 2:09    |  |
| Duração total: | Duração total:                    | 62:23   |  |

## Recepção

### Crítica
Ratatouille recebeu comentários bastante positivos dos críticos especializados em cinema. O agregador de resenhas Rotten Tomatoes, que faz uma média da aprovação de um filme baseando-se nas críticas recolhidas, deu a animação uma classificação de 96% com base em 219 comentários. O consenso do site diz o seguinte: "Pixar consegue novamente com Ratatouille, um filme incrivelmente animado com um ritmo rápido, personagens memoráveis, e um bom humor geral". A trama também venceu o prêmio "Tomate de Ouro", criado pelo Rotten Tomatoes para as produções que receberam ao longo do ano as melhores críticas da imprensa especializada no site. No Metacritic, Ratatouille também obteve uma recomendação de 96%, com base em 37 avaliações recolhidas. A nota é considerada pelo site "aclamação universal", e até junho de 2009 a animação era o sétimo filme melhor avaliado de todo o Metacritic.
O crítico de cinema A. O. Scott do jornal The New York Times disse que Ratatouille é "um pedaço quase impecável da arte popular, bem como um dos retratos mais persuasivos de um artista que está sempre empenhado em um filme", disse referindo-se ao personagem Remy. Ele continuou sua crítica ao filme dizendo: "À primeira vista, Ratatouille pode parecer não muito inovador, uma vez que roedores peludos não são uma novidade em desenhos animados. Mas as inovações não deixam de estar lá, no grão fino de cada imagem: no olhar emaranhado de pele de rato molhado, na boa utilização dos arranhões brilhantes nas pátinas de panelas de cobre, na umidade presente sobre a superfície dos vegetais cortados e no avental dos cozinheiros manchado de molho". Ele terminou sua revisão do filme com um simples "obrigado" para os criadores da animação. Outro crítico chamado Paul Arendt, escrevendo para a BBC, também deu um bom comentário sobre a trama. Em sua revisão ele disse que a animação era um retorno glorioso da Pixar, após sua produção lançada no ano anterior, Carros, ser considerado decepcionante. Ele continuou dizendo: "Ratatouille é uma carta de amor à comida e ao cozimento. Bird vem com tudo para infectar o público com o amor de Remy pela cozinha, utilizando recursos visuais alucinantes para ilustrar por exemplo, o aroma de um pedaço de queijo"; "A animação é excelente, o trabalho vocal é impecável, o script é espirituoso, o conflito central entre os laços familiares e a busca da excelência é sutilmente manipulada. Basicamente, esta é uma obra prima".
A reação do filme na França, país onde se passa a animação, também foi extremamente positiva. Thomas Sotinel, crítico do jornal francês Le Monde, saudou a trama como "um dos maiores filmes gastronômicos da história do cinema", além de notar uma comédia burlesca na animação. Em uma parte de sua crítica, ele se dirige aos espectadores franceses: "Ratatouille reflete nossa capital [Paris] com uma afeto sincero da imagem francesa, alimentado pela cultura e a fantasia, que esteve presente em algumas produções de Hollywood há meio século". No Brasil, assim como em outros países, a animação também foi bem recebida pelos veículos de mídia locais. Viviane França do site brasileiro Cine Pop, deu ao filme quatro estrelas de cinco, dizendo que Ratatouille trazia os "ingredientes" necessários para fazer da animação uma boa sessão pipoca. Já Marcelo Forlani do site Omelete, notou que Ratatouille é uma produção bastante diferente das outras feitas pela Pixar, segundo o crítico: "Brad Bird leva a Pixar para fora do seu mundo de monstros de sonhos, brinquedos que falam, carros irresponsáveis e peixes que se perdem".

### Comercial

#### América do Norte
Em sua semana de lançamento na América do Norte, Ratatouille foi exibido em 3940 salas de cinema, faturando mais de 47 milhões de dólares em sua estreia, tornando-se no filme de maior bilheteria daquela semana. Entretanto, o arrecadamento de 47 milhões de dólares foi considerado baixo para uma produção da Pixar, já que os filmes anteriores do estúdio, The Incredibles (2004) e Carros (2006) conseguiram faturar durante o mesmo período 70,5 milhões e 60,1 milhões, respectivamente. Até 2007, Ratatouille foi o segundo filme da Pixar com o pior resultado em uma semana de estreia, atrás apenas de A Bug's Life (1998) — Vida de Inseto, no Brasil — que faturou 33,3 milhões de dólares durante o mesmo período. Um dos motivos para o desempenho considerado ruim durante os primeiros sete dias foi a concorrência, pois na mesma semana em que a animação foi lançada, muitas outras produções consideradas de peso também estavam sendo comercializadas, entre eles Live Free or Die Hard e Transformers.
No total, Ratatouille obteve um lucro de 206 milhões de dólares na América do Norte, tornando-se no quarto pior resultado da Pixar na região, atrás de A Bug's Life que faturou 162 milhões, e Carros 2 (2011) e Toy Story (1995), ambos com um lucro de 191 milhões. Entretanto, Ratatouille conseguiu posicionar-se na 11ª posição na lista dos filmes de maiores bilheterias do ano de 2007 nos Estados Unidos e Canadá.

#### Em outras regiões
Embora a recepção comercial não tenha sido muito alta na América do Norte, no restante do mundo, a animação conseguiu uma recepção bastante favorável. Na França, por exemplo, quebrou o recorde de maior estreia para um filme de animação. Em seus primeiros dias de exibição no país, Ratatouille contou com uma média de 2706 espectadores por tela, além de faturar 16 milhões de dólares através dos mais de 1.951.074 ingressos vendidos. Ficou no topo das bilheterias francesas durante seis semanas, arrecadando no total mais de 65 milhões de dólares. Ratatouille tornou-se no filme mais lucrativo do ano de 2007 na França, ficando na frente de produções como Homem-Aranha 3, Harry Potter and the Order of the Phoenix e Pirates of the Caribbean: At World's End. A animação também obteve resultados bastante favoráveis na Alemanha e no Reino Unido, onde conseguiu um lucro de 50 milhões e 48 milhões de dólares, respectivamente. Quanto aos países lusófonos, Ratatouille obteve um arrecadamento superior a 9 milhões de dólares no Brasil, liderando as bilheterias brasileiras durante uma semana. Em Portugal, teve um lucro de 4 milhões de dólares, levando por três semanas consecutivas o título de filme mais rentável nos cinemas do país.
Ratatouille obteve um lucro de 623 722 818 dólares mundialmente, tornando-se no quinto filme de maior bilheteria da Pixar, atrás apenas de Toy Story 3, Finding Nemo, Up e The Incredibles.

### Prêmios e indicações
Ratatouille ganhou o Oscar de Melhor Animação no 80º Oscar e foi indicado a quatro outros: Melhor Trilha Sonora Original, Melhor Edição de Som, Melhor Mixagem de Som, Melhor Roteiro Original, perdendo para Atonement, The Bourne Ultimatum (para Melhor Edição de Som e Melhor Mixagem de Som) e Juno, respectivamente. Na época, o filme detinha o recorde de maior número de indicações ao Oscar para um longa-metragem de animação por computador, quebrando o recorde anterior de Monsters, Inc., Finding Nemo e The Incredibles com quatro indicações, mas empatou com Aladdin em qualquer filme animado. Em 2008, WALL-E superou esse recorde com seis indicações. Em 2013, Ratatouille ficou empatado com Up e Toy Story 3 em um filme de animação com o segundo maior número de indicações ao Oscar. Beauty and the Beast ainda detém o recorde de mais indicações ao Oscar (também 6) para um longa-metragem de animação.
Além disso, Ratatouille foi indicado para 13 Prêmios Annie incluindo duas vezes nos Melhores Efeitos de Animação, onde perdeu para Surf's Up, e três vezes na Melhor Voz Atuando em uma Produção de Longa-metragem de Animação para Janeane Garofalo, Ian Holm e Patton Oswalt, onde Ian Holm ganhou o prêmio. O filme ganhou o prêmio de Melhor Filme de Animação de várias associações, incluindo Associação de Críticos de Cinema de Chicago, National Board of Review, os Annie Awards, os Broadcast Film Critics Association, a British Academy Film Awards (BAFTA) e o Globo de Ouro.

## Legado

### Jogo eletrônico
Uma adaptação primária do filme para o jogo eletrônico, intitulado de Ratatouille, foi lançado para todos os principais consoles e dispositivos portáteis em 2007. Um jogo exclusivo para a Nintendo DS, intitulado Ratatouille: Food Frenzy, foi lançado em outubro de 2007. Ratatouille também está entre os filmes representados no Kinect Rush: A Disney-Pixar Adventure, lançado em março de 2012 para Xbox 360. O jogo eletrônico baseado no filme foi lançado em 2007 para Xbox 360, Wii, PlayStation 2, GameCube, Xbox, Game Boy Advance, Nintendo DS, PlayStation Portable, Microsoft Windows, Mac OS X, Java ME e celulares. Uma versão para o PlayStation 3 foi lançada em 23 de outubro de 2007. As outras versões, no entanto, foram todas lançadas em 26 de junho de 2007. Remy é apresentado no jogo eletrônico Kingdom Hearts III. Ele aparece como o chefe de cozinha do bistrô do Tio Patinhas e participa com o Sora em minijogos de culinária. Ele é tratado apenas como "Pequeno Chef" no jogo.

### Atrações de parques temático
Uma atração do parque temático da Disney baseada no filme foi construída no Walt Disney Studios Park, Disneyland Paris. "Ratatouille: L'Aventure Totalement Toquée de Rémy" é baseado em cenas do filme e usa tecnologia de passeio sem trilhas. Na atração, os passageiros "encolhem até o tamanho de um rato". No 2017 D23 Expo, a Disney anunciou que uma atração semelhante baseada em Ratatouille seria construída no Pavilhão da França no World Showcase do Epcot em 2020.

### Adaptação colaborativa de um musical virtual
No final de 2020, os usuários do aplicativo de mídia social TikTok colaboraram com a criação de um musical baseado no filme. Uma apresentação de concerto virtual dele, produzida pela Seaview Productions, transmitida por 72 horas no TodayTix a partir de 1 de janeiro de 2021 para beneficiar o The Actors Fund em resposta à pandemia COVID-19. É dirigido por Six, co-criadora e codiretora Lucy Moss, a partir de uma adaptação do roteiro de Michael Breslin e Patrick Foley, ambos co-produtores executivos do espetáculo com Jeremy O. Harris. O elenco incluiu Kevin Chamberlin como Gusteau, Andrew Barth Feldman como Linguini, Titus Burgess como Remy, Adam Lambert como Emile, Wayne Brady como Django, Priscilla Lopez como Mabel, Ashley Park como Colette, André De Shields como Anton Ego, Owen Tabaka como Young Anton Ego e Mary Testa como Skinner. O show arrecadou mais de 1,9 milhões de dólares para o The Actors Fund.